# Calamiana
Calamiana és un gènere de peixos de la família dels gòbids i de l'ordre dels perciformes.

## Taxonomia
- Calamiana illota (Larson, 1999)[3]
- Calamiana kabilia (Herre, 1940)
- Calamiana mindora (Herre, 1945)[4]
- Calamiana polylepis (Wu & Ni, 1985)
- Calamiana variegata (Peters, 1868)[5][6][7][8][9][10][11]